# Pâmela Rosa
Pâmela Rosa (* 19. Juli 1999 in São José dos Campos) ist eine brasilianische Profiskateboarderin und zweifache Weltmeisterin im Street Skateboarding.

## Biografie
Rosa wurde 1999 als jüngste von vier Kindern in der brasilianischen Gemeinde São José dos Campos geboren. Als Kind bekam sie von ihren Eltern ein BMX-Rad, welches sie oft fuhr. Sie begann im Alter von 8 Jahren mit dem Skateboarden, nachdem ein Freund ihrer Brüder ein Skateboard zu ihr nach Hause brachte. Anfangs wollten die Jungen Pamela nicht mitfahren lassen, weil sie zu klein war. Da sie kein eigenes Skateboard besaß, musste sie einen von ihnen bitten, ihr eines zu leihen. Pamela bestand so sehr darauf, dass ihre Mutter Evania sich überzeugen ließ ihr ein Board zu kaufen. Mit der Eröffnung eines Sportzentrums in ihrer Nachbarschaft hatte sie stets eine Skatehalle in der Nähe und konnte jederzeit Skateboard fahren. Sie war das einzige Mädchen dort.
2013 erhielt Rosa eine Einladung zur Teilnahme an den X-Games in Foz do Iguaçu. Dort belegte sie den siebten Platz. Ein Jahr darauf belegte sie mit 14 Jahren bei den X-Games in Austin, Texas, den 2. Platz. Sie wechselte von einer öffentlichen Schule zu einer Privatschule und lernte weiter, während sie sich auf Wettbewerbe vorbereitete. Tägliche Physiotherapie und vierstündige Trainingseinheiten pro Tag halfen Rosa, noch mehr Erfolge und neue Sponsoren zu finden.
2019 erreichte sie bei den SLS Super Crown Championships den 1. Platz und wurde zur Weltmeisterin in der Disziplin Street. Bei den Olympischen Sommerspielen 2020 in Tokio trat sie im Street-Skateboard-Debüt gemeinsam mit ihren Kolleginnen Rayssa Leal und Leticia Bufoni für Brasilien an und erreichte den 10. Platz. 2021 holte sie sich erneut den Titel der Street-Weltmeisterin bei den SLS Super Crown World Championships.

## Sponsoren
Ihre Sponsoren sind Nike SB, TNT Energy-Drink, G-Shock, Silver Trucks (Brazil), Mvituzzo, Bones Wheels, Impulso Fisioterapia und Boulevard.